# Каникулярные работы институтки Наденьки N
«Каникулярные работы институтки Наденьки N» — рассказ-пародия русского писателя XIX-XX века Антона Павловича Чехова, написанный в 1880 году и впервые опубликованный 15 июня 1880 года с подписью «Подлинность удостоверяет — Чехонте» в двадцать четвёртом номере художественно-юмористического журнала «Стрекоза». Разрешение цензурного комитета было получено 12 июня.
Пародия на гимназические сочинения, положенная в основу произведения, как жанр получила широкое распространение в малой прессе в конце XIX века. Так, в 1881 году в «Будильнике» появилась «Вакационная работа Жени Тучкиной на тему: „О пользе каникул и как я провела оные“» Алексея Петровича Подурова, ставшая явным подражанием Чехову. Однако, авторы подобных произведений не заходили дальше обычной «словесной клоунады».